# Isophlebioidea
Isophlebioidea – wymarła nadrodzina owadów z rzędu ważek, podrzędu Epiprocta i kladu Isophlebioptera.
Rodzinę Isophlebiidae wprowadził Anton Handlirsch w 1906 roku, natomiast takson rangi nadrodziny wprowadzili w 1993 roku André Nel, Xavier Delclòs Martínez, Jean-Claude Paicheler i Michel Henrotay. W 1996 roku Günter Bechly podał nową diagnozę taksonu. Pewna jest przynależność do tej nadrodziny rodzin Isophlebiidae i Campterophlebiidae. Według publikacji Nel i innych z 1993 roku zaliczają się do niej też Selenothemistidae, podczas gdy według pracy Bechly’ego z 2007 roku ich pozycja w obrębie Isophlebioptera jest niepewna. Nel i inni umieszczają też wśród Isophlebioidea rodzaj Kazachophlebia jako incertae sedis.
Podobnie jak inne Epiprocta ważki te cechowały się stosunkowo silnej budowy tułowiem i odwłokiem oraz wypukłym ciemieniem z trzema przyoczkami, a brzegi kostalne ich skrzydeł nie były wcięte na wysokości nodulusów. Użyłkowanie skrzydła tylnego cechowało się m.in. wydłużoną pterostygmą, powiększoną i poprzecznie rozciągniętą komórką subdyskoidalną, bardzo długim i wyprostowanym trzonem żyłki kubitalnej przedniej, a w przypadku samców nadzwyczaj rozrośniętym i podzielonym na liczne komórki rejonem trójkąta analnego. 